# Dinoflagellata
Le dinoflagellate (dal greco δῖνος dînos, "vortice", e il latino flagellum, "flagello", "frusta"), conosciute anche come pirrofite, peridinee o dinoficee, sono alghe microscopiche per lo più unicellulari e flagellate, che rappresentano uno dei più importanti gruppi del fitoplancton sia marino che d'acqua dolce.
Il numero di specie assegnate a questo genere varia secondo gli autori. Per alcuni ci sono 1555 specie per il solo ambiente marino; altri indicano un totale complessivo di circa 2000 specie, di cui oltre 1700 in ambiente marino e 220 in acqua dolce. Recenti studi stimano un totale di 2294 specie, comprensive dell'ambiente marino, acqua dolce e parassitico.
Le dinoflagellate, assieme ai Ciliati e agli Apicomplexa, appartengono al supergruppo degli Alveolata ovvero quegli organismi unicellulari che possiedono un sistema di alveoli corticali al di sotto del plasmalemma.

## Struttura cellulare

Dinoflagellata al SEM del MUSE.

La cellula è dotata di una struttura peculiare, l'anfiesma e consiste di un periplasto; nella regione sottostante a questo può essere presente un velo di cellulosa. L'anfiesma è formato da vescicole, dette alveoli, che possono essere vuote o contenere glucani; in questo caso formano delle placche che rivestono la cellula; si parla in questo caso di teca.
Sono presenti due flagelli, entrambi provvisti di peli laterali, differenti l'uno dall'altro per struttura e orientamento. Il flagello trasversale è nastriforme, ondulato e agisce sulla parte sinistra della cellula; il secondo, di aspetto più convenzionale, agisce nella parte posteriore.
Esistono due principali morfotipi: le Dinoconte e le Desmoconte. Nelle Dinoconte la cellula presenta due scanalature, una equatoriale (cingolo) e una longitudinale (solco). Quest'ultimo divide la cellula in due parti, dette epicono (o epiteca) e ipocono (o ipoteca). I due flagelli emergono in posizione ventrale all'intersezione tra il cingolo e il solco. Nelle Desmoconte le placche tecali sono organizzate a formare due valve distinte e i due flagelli fuoriescono in posizione apicale.
Il cloroplasto nelle dinoflagellate è stato originariamente acquisito mediante un evento di endosimbiosi secondaria con un'alga rossa. Nella maggior parte delle specie i cloroplasti sono circondati da tre membrane; i tilacoidi sono in gruppi di tre e contengono clorofilla di tipo a e c2, caroteni, e xantofille tra cui la peridinina. In alcuni casi questo cloroplasto è stato perso e talvolta un altro è stato acquisito mediante altri eventi di endosimbiosi (secondaria o terziaria) con altre alghe eucariote (diatomea, criptoficea, haptofita, alga verde) presentando pertanto un corredo pigmentario differente.
Molte dinoflagellate (circa la metà delle specie) sono prive di cloroplasti e sono pertanto eterotrofe obbligate.
Le sostanze di riserva sono granuli di amido che si accumulano all'esterno del cloroplasto e sostanze lipidiche.
Hanno un nucleo voluminoso e primitivo, che viene detto dinocarion: il DNA non è associato a istoni, e durante la mitosi i cromosomi rimangono attaccati alla membrana nucleare, persistente, e non al fuso.
Sulla superficie sono presenti le tricocisti, organuli bastoncellari che sono sparati all'esterno attraverso i pori presenti sulla parete e che hanno funzione di difesa.

## Riproduzione e ciclo vitale
Si riproducono abitualmente per via vegetativa: la cellula si divide longitudinalmente, trasversalmente od obliquamente.
A parte poche eccezioni, le dinoflagellate sono aploidi e presentano un ciclo vitale aplonte, con meiosi zigotica. La riproduzione sessuata avviene per produzione di gameti che non sono distinguibili dalle cellule vegetative. Dopo la fusione si origina un planozigote che poi perde i flagelli, sviluppa una spessa parete, e spesso diviene una cellula di resistenza (cisti) che resta dormiente nei sedimenti per periodi anche molto lunghi. Alla germinazione si riforma il planozigote che compie la meiosi riformando le cellule vegetative aploidi.
Le cisti sono caratterizzate da una teca molto resistente agli agenti chimici. Possono avere un aspetto simile o molto diverso da quello della cellula madre e presentano un'apertura detta archeopilo, attraverso cui avverrà la germinazione. 
Si distinguono cisti di resistenza e cisti temporanee, prodotte come strategia di sopravvivenza a lungo e a breve termine. Entrambe possono essere prodotte sia per via sessuata che per via vegetativa.
La produzione di cisti ha un ampio significato ecologico, in quanto consente la sopravvivenza delle specie in condizioni avverse, ed ha un importante ruolo nella dispersione delle specie.

## Distribuzione ed ecologia
Le dinoflagellate sono molto abbondanti in tutti gli oceani, particolarmente nelle regioni tropicali. Nelle aree temperate hanno il loro massimo sviluppo tipicamente in estate, in condizioni di stabilità della colonna d'acqua. In alcuni casi proliferano intensamente raggiungendo abbondanze molto elevate, dell'ordine di milioni di cellule per litro, dando origine al fenomeno delle "maree rosse".
Alcune specie producono biotossine, composti che hanno attività tossica sia per la vita marina che per l'uomo e per altri vertebrati. Comunemente le biotossine vengono trasferite tramite la catena alimentare e vengono accumulate in organismi vettori (per lo più molluschi bivalvi e in generale i frutti di mare, ma anche pesci). Il consumo di molluschi o pesci contaminati che hanno sviluppato neurotossine come la saxitossina causa biointossicazioni, tra cui le più importanti sono la PSP (Paralytic Shellfish Poisoning), la DSP (Diarrhetic Shellfish Poisoning), la NSP (Neurotoxic Shellfish Poisoning) e la ciguatera.
Pfiesteria piscicida è una specie eterotrofa che produce una ittiotossina neurotossica ed è responsabile di morie di pesce lungo le coste Atlantiche degli USA.
Alcune (es. Symbiodinium spp.) sono simbionti di invertebrati marini, come i coralli, e prendono il nome di zooxantelle. Tali simbiosi sono molto importanti per la formazione e lo stato di salute delle barriere coralline tropicali.